# Braunschweig Open 2024
Il Braunschweig Open 2024 è stato un torneo maschile di tennis professionistico. È stata la 30ª edizione del torneo, facente parte della categoria Challenger 125 nell'ambito dell'ATP Challenger Tour 2024, con un montepremi di 148 000 €. Si è giocato dall'8 al 14 luglio 2024 sui campi in terra rossa del Braunschweiger Tennis und Hockey Club di Braunschweig, in Germania.

## Partecipanti

### Teste di serie
| Nazionalità          | Giocatore               | Ranking* | Testa di serie |
| -------------------- | ----------------------- | -------- | -------------- |
| Spagna               | Roberto Carballés Baena | 64       | 1              |
| India                | Sumit Nagal             | 73       | 2              |
| Brasile              | Thiago Seyboth Wild     | 74       | 3              |
| Germania             | Daniel Altmaier         | 80       | 4              |
| Paesi Bassi          | Botic van de Zandschulp | 97       | 5              |
| Colombia             | Daniel Elahi Galán      | 103      | 6              |
| Bosnia ed Erzegovina | Damir Džumhur           | 105      | 7              |
| Cile                 | Cristian Garín          | 106      | 8              |

* Ranking al 1º luglio 2024.

### Altri partecipanti
I seguenti giocatori hanno ricevuto una wild card per il tabellone principale:
- Daniel Altmaier
- Nicola Kuhn
- Rudolf Molleker

Il seguente giocatore è entrato in tabellone come special exempt:
- Daniel Masur

I seguenti giocatori sono entrati in tabellone come alternate:
- Matteo Martineau
- Henri Squire

I seguenti giocatori sono passati dalle qualificazioni:
- Stijn Slump
- Max Hans Rehberg
- Tom Gentzsch
- Marvin Möller
- Michael Geerts
- Sebastian Fanselow

Il seguente giocatore è entrato in tabellone come lucky loser:
- Carlos Sánchez Jover

## Punti e montepremi
| Torneo    | Torneo              | V      | F      | SF    | QF    | 2T    | 1T    | Q | Q2  | Q1  |
| Singolare | Punti               | 125    | 64     | 35    | 16    | 8     | 0     | 5 | 3   | 0   |
| Singolare | Premi in denaro (€) | 19 650 | 11 570 | 6 850 | 3 990 | 2 345 | 1 420 | – | 710 | 355 |
| Doppio    | Punti               | 125    | 64     | 35    | 16    | –     | 0     | – | –   | –   |
| Doppio    | Premi in denaro (€) | 8 420  | 4 900  | 2 940 | 1 750 | –     | 990   | – | –   | –   |

## Campioni

### Singolare
Roberto Carballés Baena ha sconfitto in finale  Botic van de Zandschulp con il punteggio di 6–3, 6–1.

### Doppio
Sander Arends /  Robin Haase hanno sconfitto in finale  Sriram Balaji /  Gonzalo Escobar con il punteggio di 4–6, 6–4, [10–8].